# Ikeda (Kagawa)
Ikeda (jap. 池田町, -chō) war eine Stadt im Shōzu-gun in der japanischen Präfektur Kagawa.

## Geographie
Ikeda liegt an der gleichnamigen Ikeda-Bucht auf der Insel Shōdoshima in der japanischen Inlandsee.

## Geschichte
Das Mura Ikeda (池田村, -mura) entstand am 15. Februar 1890 und wurde am 5. Mai 1929 zur Chō ernannt.
Am 21. März 2006 wurde Ikeda mit Uchinomi zu der neuen Chō Shōdoshima (小豆島町) zusammengelegt.

## Feste
Am 10. Oktober ist der ortsübliche Feiertag in Ikeda. Es werden unter anderem an dem Tag bäuerliche Kabuki-Stücke aufgeführt.

## Verkehr
In Ikeda legen Fähren der International Ferry Ltd. nach Takamatsu ab. Die Nationalstraße 436 führt an der südlichen Küste, von Tonosho über Ikeda und Uchinomi nach Fukuda. Da die Nationalstraße 436 zwischen Ikeda und Uchinomi nicht dem Küstenverlauf folgt, ist es in Ikeda möglich, über eine Nebenstraße zum Jizozaki-Leuchtturm zu gelangen, welcher sich am südlichsten Punkt der Insel Shōdoshima befindet.